# Despena

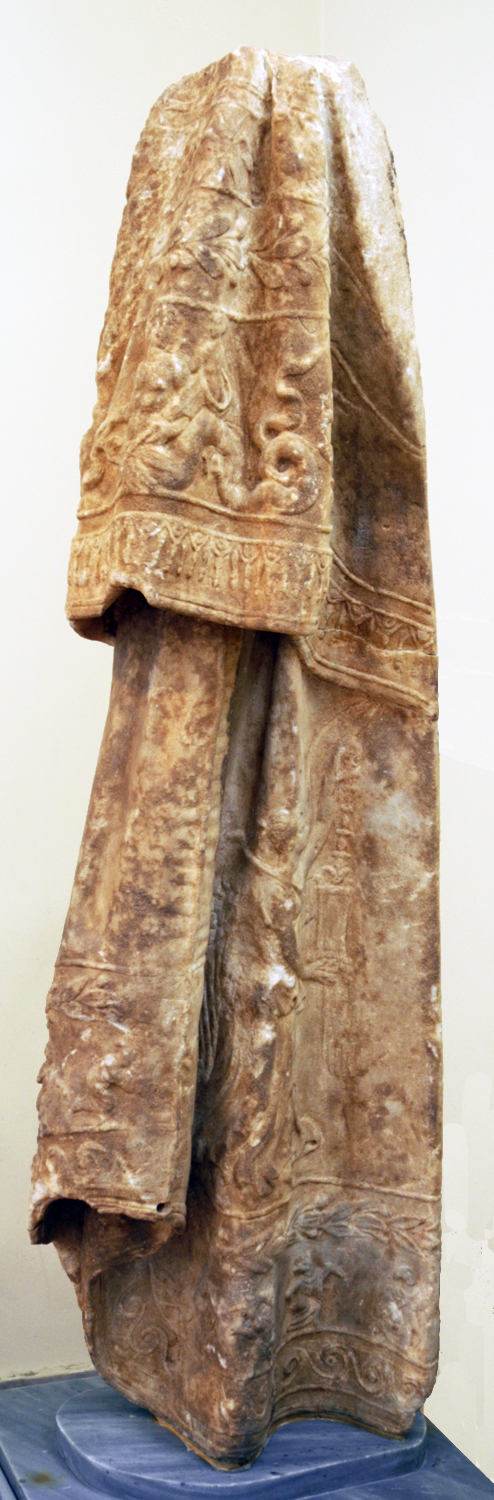
Velo de Despena hallado en Licosura.

En la mitología griega, Despena, Despina o Despoina (en griego antiguo Δέσποινη, ‘señora’) era hija de Deméter y Poseidón, y hermana de Arión. Era la diosa de los misterios de los cultos arcadios y del invierno en algunos mitos, adorada junto a su madre Deméter, una de las diosas de los misterios eleusinos. Su nombre real no podía ser revelado a quien no estuviera iniciado en sus misterios, por lo que no se conoce. Más tarde fue fusionada con Coré (Perséfone), la reina del inframundo en los misterios eleusinos, que probablemente fue originalmente hija de Deméter y Poseidón más que de Zeus, como aparece en la literatura antigua. El culto de Despena es muy importante para el estudio de las antiguas religiones mistéricas.
En los mitos primitivos, Poseidón vio a Deméter y la deseó. Para evitarlo, la diosa adoptó su forma arcaica de yegua, pero Poseidón tomó la de un potro y se apareó con ella. De esta unión nacieron Despena y un caballo fabuloso, Arión (Αρείων). Debido a la ira por este giro de los acontecimientos, Deméter tomó el epíteto Erinys, ‘furiosa’.

## Etimología
La palabra Despena (Δέσποινα, ‘señora’) deriva del griego micénico *des-potnia, que se interpreta como ‘señora de la casa’, de protoindoeuropeo *dem/*dom, ‘edificio’, ‘edificio’ (en griego domos) y potni, ‘señora’. La forma masculina es despotis (Δεσπότης, ‘señor de la casa’) Son palabras relacionadas en el griego micénico potnia y Posedao (‘Poseidón’), que fueron heredadas por el griego clásico con el mismo significado. Demeter es probablemente una palabra relativa interpretada como ‘madre de la casa’ (del protoindoeuropeo *dems-mater).

## Culto

### Orígenes
En los misterios Deméter era una segunda diosa, por detrás de su hija, la innombrable «Despena». El culto de Despena permaneció regional más que panhelénico y como no se permitía a los iniciados dar información alguna, no se sabe cómo fue fusionado con el culto de los dioses resucitados oriundo del Oriente Medio. Los mitos en la conservadora Arcadia permanecieron primitivos y demuestran que el culto a Despena era más antiguo que el de Perséfone. En Figalia el culto local interpretaba a Deméter en su forma arcaica, con una cabeza de yegua y pelo de serpientes, sujetando una paloma y un delfín. La mayoría de estos símbolos son de la Gran Diosa minoica, procedentes de la civilización de la Edad del Bronce que floreció en Creta desde el 2000 a. C. Despena fue fusionada más tarde con Coré (Perséfone), la diosa de los misterios eleusinos, en un ciclo de vida, muerte y resurrección, que lleva al neófito de la muerte a la vida y la inmortalidad. Károly Kerényi afirmó que el culto fue una continuación del de la Diosa minoica. Hay importantes paralelismos con sistemas parecidos en Oriente Medio.

### Epíteto
A veces se aplicaba como epíteto a varias divinidades, como Afrodita, Deméter, Perséfone y Hécate. Perséfone y Deméter eran las diosas de los misterios eleusinos, identificadas como las dos potniai en una inscripción en lineal B de Pilos. En Olimpia fueron llamadas Despoine (Δέσποινες, ‘señoras’). El epíteto puede recordar a la innombrable ‘señora del laberinto’ que presidió sobre el palacio de Cnosos.

### Santuario en Licosura

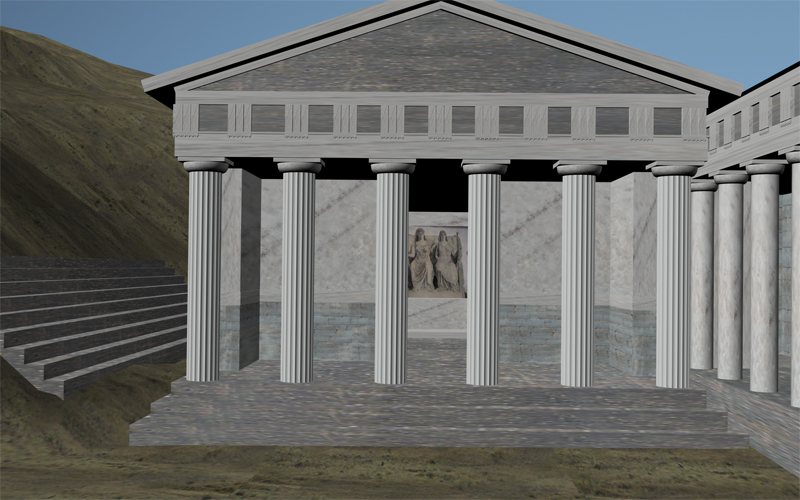
Reconstrucción del templo de Despena. Las estatuas acrolíticas de Deméter (izquierda) y Despena (derecha) son visibles en la entrada de la cella.

Despena fue adorada en un santuario de Licosura, al oeste de Megalópolis. Se trata de un yacimiento muy importante para el estudio de las antiguas religiones mistéricas, a pesar de que este culto permaneció regional. En este lugar hubo primero un templo de Artemisa Hegemone (‘líder’) con una imagen de bronce (aparentemente de Hécate). Desde aquí había una entrada al recinto sagrado de Despena. En el pórtico había una placa con las inscripciones de los misterios. Frente al templo había un altar a Deméter y otro a Despena, tras el que estaba el de la Gran Madre. Deméter llevaba una antorcha en la mano derecha y la izquierda descansaba sobre Despena. A su lado estaba Artemisa (probablemente también identificada con Hécate). Junto a la imagen de Despena estaba Ánito, uno de los Titanes. Los arcadios creían que Despena fue criada por él y que Artemisa no era la hija de Leto sino de Deméter. Además del templo había un salón donde los arcadios celebraban los misterios y tras él una arboleda consagrada a Despena y altares de Poseidón Hipio (‘de los caballos’) y otros dioses.
En la época en la que Pausanias visitó Licosura (siglo II d. C.) las esculturas ya habrían tenido al menos 300 años. En el siglo II d.  se consagró una estatua del emperador Adriano en el templo. Monedas de Megalópolis correspondientes a la Dinastía Severa (principios del siglo III d. C.) parecen representar el grupo escultórico de culto. Hay un pequeño museo en el yacimiento que alberga hallazgos pequeños, así como parte del grupo escultórico, mientras los restos de las estatuas de Despena y Deméter se exhiben en el Museo Arqueológico Nacional de Atenas. La pieza más importante es el velo de Despena, con una decoración compleja, probablemente representativa de los tipos de bordados elaborados por artesanos de la época. También se muestran las cabezas de Artemisa, Deméter y Ánito.